# Joanna Jedlewska

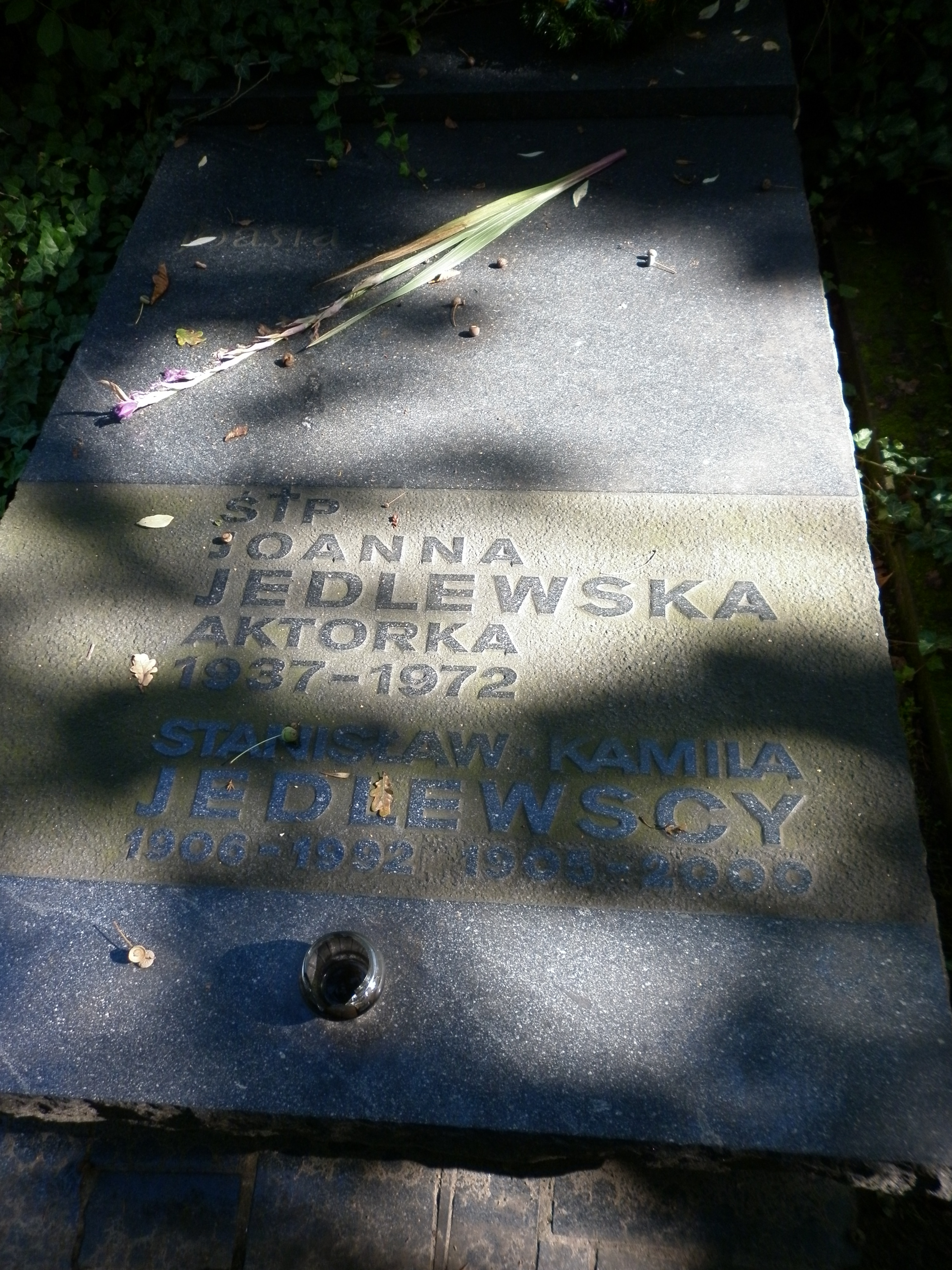
Grób Joanny Jedlewskiej na Powązkach

Joanna Jedlewska (ur. 3 maja 1937 w Lublinie, zm. 13 maja 1972 w Warszawie) – polska aktorka filmowa, telewizyjna oraz teatralna, pedagog, choreograf.

## Życiorys
Po ukończeniu podstawowej szkoły muzycznej i Średniej Szkoły Baletowej w Warszawie od 1955 studiowała w Państwowej Wyższej Szkole Filmowej, Telewizyjnej i Teatralnej w Łodzi. W 1960 ukończyła, z wyróżnieniem, studia na Wydziale Aktorskim, choć wcześniej studiowała na Wydziale Reżyserii Teatrów Niezawodowych.
W sezonie 1960/1961 występowała w łódzkim Teatr 7¹³. W latach 1961–1965 w Teatrze Dramatycznym w Warszawie, a od 1965 do 1971 w warszawskich teatrach: Klasycznym i Rozmaitości. W 1971 była aktorką Teatru Studio. Równocześnie od 1961 opracowała taniec i ruch sceniczny w około dziesięciu przedstawieniach w teatrach Warszawy, Łodzi i Poznania oraz była reżyserem i konsultantką w warszawskich teatrach studenckich.
Zagrała szereg ról w Teatrze Telewizji oraz audycjach radiowych. W latach 1957–1971, w PWSTiF w Łodzi, uczyła tańca, ruchu scenicznego i pantomimy. Od 1961 pracowała jako asystentka pantomimy w Akademii Teatralnej im. Aleksandra Zelwerowicza, a od 1964 była wykładowcą na Akademii Muzycznej w Warszawie.

## Życie prywatne
Była córką Stanisława i Kamili z Łopackich, pedagogów-polonistów, oraz siostrą Łukasza Jedlewskiego. Mężem jej był architekt Jerzy Pawłowski. Po rozwodzie, od około 1965 związana była z aktorem Janem Żardeckim.
Zmarła na białaczkę. Pochowana została na Cmentarzu Wojskowym na Powązkach w kwaterze 17B-6-14.

## Filmografia
- 1960: Złota kareta (spektakl tv)
- 1964: Pomyłka, proszę się wyłączyć!, jako telefonistka w centrali telefonicznej
- 1964: Doktor Judym, jako Natalka
- 1965: Klub kawalerów, jako Jadwiga Ochotnicka
- 1965: Drzwi, jako Ingrid
- 1965: Amant, autor i sługa, jako Lucynda
- 1965: Walkower, jako projektantka
- 1967: Żołnierz Królowej Madagaskaru, jako Sabina
- 1967: Kabaret Starszych Panów: Divertimento op. 5 Stomatologiczne, jako pacjentka w poczekalni u dentysty
- 1967: Stajnia na Salvatorze, jako sklepikarka
- 1968: Stawka większa niż życie, jako Marta Kovacs
- 1969: Ochotniczka
- 1970: W imieniu prawa
- 1970: Szkice do portretu
- 1970: Szansa, jako Joanna Brzozowska
- 1970–1971: Pan Tadeusz, reż. Adam Hanuszkiewicz, jako Telimena
- 1971: Nowe Wyzwolenie, jako Tatiana
- 1971: Maskarada, jako Idalia
- 1972: Żabusia, jako Maniewiczowa

Źródło.